# Flow-Matic
FLOW-MATIC (originalmente chamada Business Language version 0, abreviado B-0) é a primeira linguagem de programação assemelhada ao inglês (alto nível). Foi criada e especificada a partir de 1955 por Grace Hopper no Remington Rand para ser usada no primeiro computador comercial UNIVAC I. Esta foi uma das maiores influências na criação da linguagem COBOL.

## Desenvolvimento
Hopper percebeu que a notação matemática nas linguagens programação não era muito cômoda. No final de 1953, ela propôs que o processamento de dados devem ser expressas usando palavras chaves da língua inglesa, mas a então administração do Rand considerou a ideia inviável. No começo de 1955, ela e sua equipe escreveram uma especificação para a tal linguagem de programação e fizeram um protótipo. O compilador de FLOW-MATIC foi publicado ao público em 1958 e completado em 1959.

## Inovações e influência
FLOW-MATIC foi a primeira linguagem de programação a usar expressões com palavras chaves da língua inglesa.
Também foi a primeira a distinguir de forma nítida o processamento realizado pelo computador com as operações escritas no código fonte. 
FLOW-MATIC foi a maior influência para a criação do COBOL.

## Exemplo de programa
Código simples de um programa escrito em FLOW-MATIC:
```
 (0)  INPUT INVENTORY FILE-A PRICE FILE-B ; OUTPUT PRICED-INV FILE-C UNPRICED-INV
     FILE-D ; HSP D .
 (1)  COMPARE PRODUCT-NO (A) WITH PRODUCT-NO (B) ; IF GREATER GO TO OPERATION 10 ;
     IF EQUAL GO TO OPERATION 5 ; OTHERWISE GO TO OPERATION 2 .
 (2)  TRANSFER A TO D .
 (3)  WRITE-ITEM D .
 (4)  JUMP TO OPERATION 8 .
 (5)  TRANSFER A TO C .
 (6)  MOVE UNIT-PRICE (B) TO UNIT-PRICE (C) .
 (7)  WRITE-ITEM C .
 (8)  READ-ITEM A ; IF END OF DATA GO TO OPERATION 14 .
 (9)  JUMP TO OPERATION 1 .
(10)  READ ITEM B ; IF END OF DATA GO TO OPERATION 12 .
(11)  JUMP TO OPERATION 1 .
(12)  SET OPERATION 9 TO GO TO OPERATION 2 .
(13)  JUMP TO OPERATION 2 .
(14)  TEST PRODUCT-NO (B) AGAINST ZZZZZZZZZZZZ ; IF EQUAL GO TO OPERATION 16 ;
     OTHERWISE GO TO OPERATION 15 .
(15)  REWIND B .
(16)  CLOSE-OUT FILES C ; D .
(17)  STOP . (END)

```

Note que essa amostra apenas inclui a parte de instruções do programa, a seção do COMPILADOR. O registro dos campos PRODUCT-NO e UNIT-PRICE foram definidas na seção do DIRECTORY, que não usa uma sintaxe baseada na língua inglesa.